# Zuidersingel 53-55 (Assen)
Het woonhuis aan de Zuidersingel 53 in de Nederlandse stad Assen is een gemeentelijk monument.

## Beschrijving
Het in 1880 door ir. D.J. Jordens in eigen beheer gebouwde en ontworpen woonhuis is van het type herenhuis. Het is in 1929 verbouwd tot kantoor van de gemeenteontvanger. Bij deze verbouwing werd er een overdekte gang en aanbouwen aan het pand toegevoegd. Anno 2023 is het weer een woonhuis. Het huis maakt deel uit van het beschermde stadsgezicht Assen.
Het vanuit een rechthoekige plattegrond opgetrokken huis heeft een verdieping onder een met pannen gedekt afgeknot schilddak. De vier-assige voorgevel is voorzien van een gepleisterde plint met granito structuur en gevelopeningen met afgeronde bovenhoeken en T-vensters op de verdieping. De entree is samengesteld uit een boven een hardstenen drempel staande originele
pseudo vleugeldeur met stolpnaald, gietijzeren raamijzers, geprofileerd kalf met eierlijst en bovenlicht.
Het entablement wordt begrensd door een geprofileerde gootlijst. De brede, uit het voorste dakschild stekende dakkapel is niet origineel. De linker gevel bevat slechts één achtruitsvenster onder strek op de verdieping. De achtergevel is voorzien van diverse gevelopeningen en een verdiepingloze uitbouw onder plat dak. De opgemetselde dakkapel heeft een plat dak. Tegen de rechter zijgevel, die is voorzien van staafankers, staat een schuin de achtertuin in stekende, aanvankelijk in 1929 toegevoegde, maar inmiddels geheel vernieuwde aanbouw met verdieping onder plat dak.

## Waardering
Het pand is een gemeentelijk monument. Het huis is een karakteristieke representant van een laat negentiende-eeuws herenhuis en heeft derhalve enige architectuurhistorische waarde, maar omdat het een onderdeel is van de negentiende en vroeg-twintigste bebouwing Zuidersingel heeft het vooral ensemblewaarde.

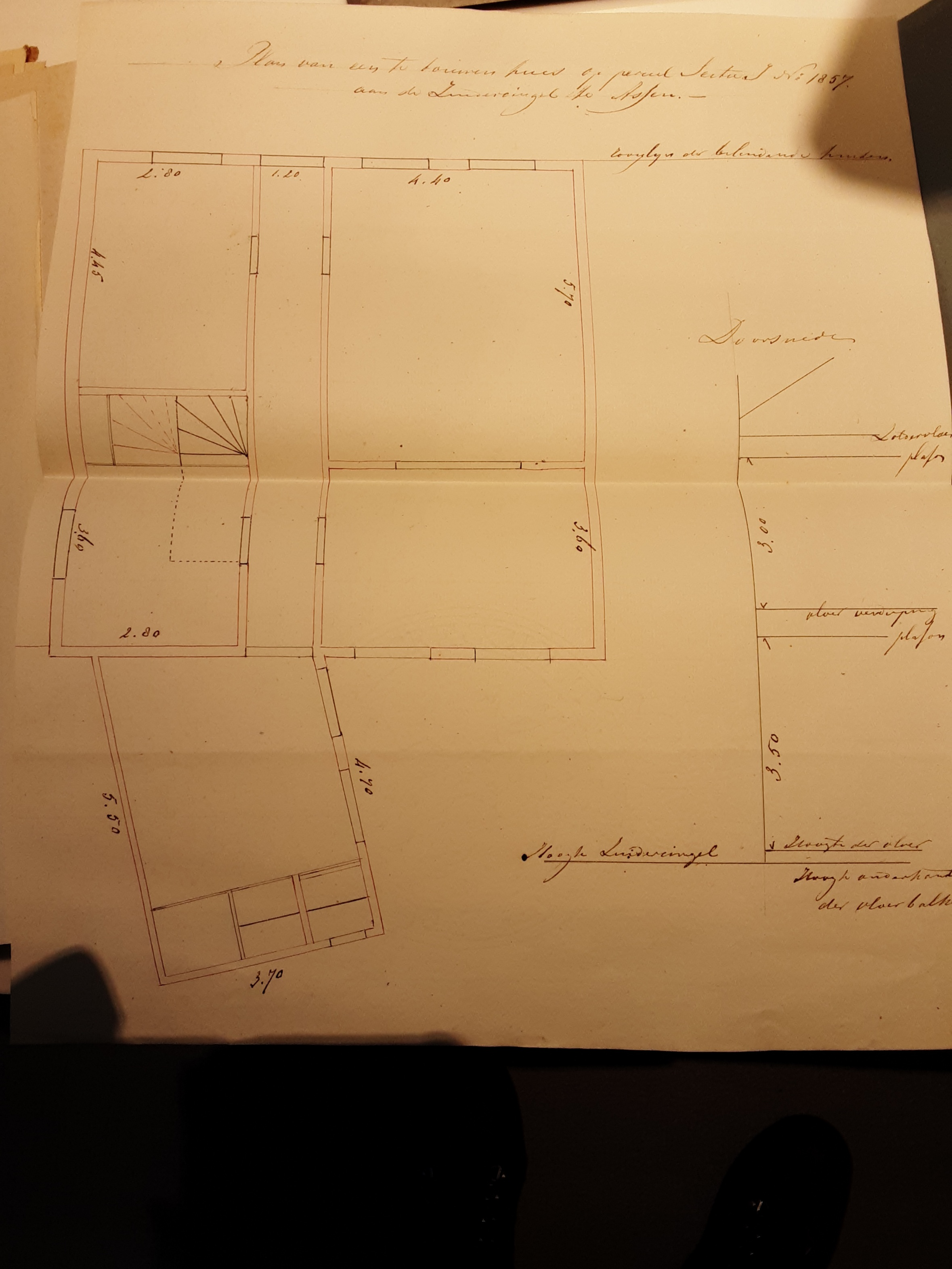
Bouwtekening, gemaakt door ir. D.J. Jordens